# Ånge
Pour les articles homonymes, voir Ange (homonymie).
Ånge est une localité de la commune d'Ånge, dont elle est le chef lieu, dans le comté de Västernorrland en Suède.
Sa population était de 2 833 habitants en 2019.